# Georg Noëlli
Georg Noëlli, född 1727, död den 24 september 1789 i Ludwigslust, var en tysk violonist och cellist av portugisisk börd.
Noëlli var verksam som kammarmusikus i Ludwigslust 1776-1789. Han var elev till Pantaleon Hebenstreit och virtuos på det av denne uppfunna instrumentet pantaleon. Noëlli företog vidsträckta konsertresor och uppträdde bland annat i Riddarsalen i Stockholm och på Gripsholms slott 1779. Han invaldes som utländsk ledamot nummer 7 i Kungliga Musikaliska Akademien den 22 november 1779.